# Nyctinomops aurispinosus
Nyctinomops aurispinosus је сисар из реда слепих мишева и фамилије Molossidae. 

## Угроженост
Ова врста није угрожена, и наведена је као последња брига јер има широко распрострањење.

## Распрострањење
Врста има станиште у Боливији, Бразилу, Венецуели, Еквадору, Колумбији, Мексику, Парагвају и Перуу.

## Популациони тренд
Популациони тренд је за ову врсту непознат.

## Станиште
Врста Nyctinomops aurispinosus има станиште на копну.